# Казе Кастело ди Бајда (Трапани)
Казе Кастело ди Бајда је насеље у Италији у округу Трапани, региону Сицилија.
Према процени из 2011. у насељу је живело 3 становника. Насеље се налази на надморској висини од 289 м.